# ۲۷۳ (عدد)
۲۷۳ (دویست و هفتاد و سه) یک عدد طبیعی است که پس از ۲۷۲ و پیش از ۲۷۴ قرار دارد.